# Traductologie
 (juillet 2017).
Sa qualité peut être largement améliorée en utilisant un vocabulaire plus directement compréhensible.
 (juillet 2017).
La forme ressemble trop à un extrait de cours et nécessite une réécriture afin de correspondre aux standards de Wikipédia.
La traductologie, en tant que science, étudie les processus linguistiques, culturels et cognitifs inhérents à toute reproduction orale, écrite ou gestuelle entre deux ou plusieurs langues. Lorsque ce travail porte sur des textes, on parle de « traduction », tandis qu'à l'oral on parle d'« interprétation ».
Dans un sens élargi, toute étude portant sur la traduction ou l'interprétation relève de la traductologie, même si ces reproductions peuvent également avoir lieu entre  différents supports ou  genres littéraires et artistiques. On parlera alors d'« adaptation » ou de « transcréation », par exemple.

## Étymologie et historique de la discipline
La « traductologie » prend forme en tant que discipline entre la fin des années 1950 et le début des années 1970. En 1972, James S. Holmes publie son article pionnier, « The Name and Nature of Translation Studies », qui signale l'intérêt des chercheurs pour la formation d'une discipline et de départements universitaires à part de la linguistique et de la littérature comparée, par exemple. L'institutionnalisation de la traductologie s'est poursuivie avec la formation de programmes d'études aux cycles supérieurs, la création d'associations traductologiques régionales ou nationales et la mise en place de revues universitaires internationales.
Le mot « traductologie » est composé de traductio (« la traduction » en latin de la Renaissance) et du grec ancien logos (l'« étude » ou la « science »). « Science de la traduction » est l'équivalent communément admis de l'anglais « translation studies ». La traductologie a reçu plusieurs appellations éphémères : « sciences de la traduction », « translatologie », etc. En 1973, Brian Harris de l'Université de Montréal en donne une définition simple : il s'agit pour lui de toute analyse linguistique du phénomène de la traduction, mais ce n’est pas Harris ni Jean-René Ladmiral qui auraient forgé le terme de traductologie,. Harris le reconnait lui-même dans son article « What I Really Meant by "Translatology" ». Selon Harris, le terme « traductologie » aurait été inventé en 1973 par René Goffin, professeur de l'ISTI (Institut Supérieur des Traducteurs et Interprètes),.

## Concepts clés

### Le sens
Généralement compris comme le message transmis par un texte ou par un énoncé, dans le sens sémiotique. Le « sens » en traductologie est souvent mis en contraste avec la traduction du sens de mots individuels, c'est-à-dire de la « lettre » – analogie utilisée dans le titre de l'un des ouvrages les plus connus d'Antoine Berman, La traduction et la lettre ou L'auberge du lointain (1999).

### L'équivalence
Le concept d'équivalence en traduction est fondamental, faisant part intégrante de la théorie de l'équivalence « fonctionnelle » ou « formelle » Eugene Nida et de la Skopostheorie de Katharina Reiss et Hans Josef Vermeer. Selon Nida, l'équivalence fonctionnelle vise à reproduire le même effet chez le lectorat de la traduction que chez le lectorat de l'oeuvre originale, alors que la théorie du skopos vise à reproduire (voire modifier) la fonction du texte pour le public de la traduction.

### La fidélité
Tel que défendue par Walter Benjamin par exemple, « la fidélité » suppose que la traduction n'a pas à s'adapter à la réception d'un lectorat, mais devrait correspondre au texte original à tous les niveaux (au prix de libertés prises avec les signifiés du texte destinataire) – signifiant, rythme, valeur. Ce concept a cependant beaucoup été nuancé dans divers travaux du ledit tournant culturel de la traductologie, et il a aujourd'hui une connotation négative dans la critique de traduction.

### Corpus et les unités de traduction
Les « corpus » et les « unités » de traduction sont des concepts qui ressortent principalement du domaine des technologies de la traduction, même s'ils sont aussi utilisé en recherche traductologique plus généralement. Un corpus en traduction est un ensemble de textes originaux et/ou traduits qui servent, par exemple, à la recherche en cours de traduction et à la réutilisation de passages déjà traduits. Un corpus peut être monolingue, bilingue ou multilingue, et les textes qui s'y trouvent peuvent être des traductions des autres (corpus parallèle) ou des textes sur un même thème ou sujet (corpus comparable). Les « mémoires de traduction » – des ensembles d'anciennes traductions que l'on peut réutiliser en cours de traduction assistée par ordinateur – sont un exemple typique d'un corpus en traductologie.
Les « unités de traduction » guident le découpage d'un texte à traduire en segments significatifs : les mots, comme dans les dictionnaires bilingues ; les phrases, comme dans les outils d'alignement ou les environnements de traduction ; les termes, comme dans les glossaires ou dictionnaires terminologiques ; ou les plus petits unités significatives pour le traducteur.

### Les universaux
Le concept de l'« universel » en traductologie a plusieurs sens. Comme l'indique Andrew Chesterman, il peut faire référence aux caractéristiques textuelles partagées par tous les textes traduits ou à la traduction standartisée de certains mots, termes et expressions. L'existance et l'utilité d'un tel concept est toutefois remis en question par certains traductologues du tournant post-colonialiste, qui critiquent le penchant universaliste des théories traductives occidentales : « It is [...] argued that current Eurocentric views cannot account adequately for some translation practices in non-Western cultures ».

### Les normes traductives
La notion de « normes » traductives a été popularisée en traductologie par Gideon Toury dans ses travaux sur les Descriptive Translation Studies (études descriptives de la traduction). La notion est depuis utilisé par bon nombre de traductologues et élargie pour comprendre non seulement les choix d'un traducteur individuel mais aussi son contexte historique et social : « Viewed in a broader cultural and historical context, translation norms in their totality can be said to inform the translation poetics of particular periods and cultures ».

## Sous-domaines et théories de la traductologie

### Histoire de la traduction
L'histoire de la traduction a fait l'objet de nombreuses études. Au gré des multiples études spécifiques et générales sur l'histoire de la traduction, celle-ci est devenu un genre à part entière au sein de la traductologie, avec ses propres courants et méthodes,. Les études s'intéressent ainsi tantôt à l'histoire de la traduction du point de vue de la pratique, tantôt à l'évolution de la réflexion théorique, ou encore étudient la vie et l’œuvre des traducteurs ou les traités et préfaces qui précèdent les traductions afin de décrire une certaine évolution historique. Enfin, certains chercheurs choisissent de relier l'histoire de la traduction à son contexte sociopolitique, quand d'autres la décrivent, par opposition, comme une activité universelle pratiquée dans toutes les langues et dans toutes les cultures.

### Sociologie de la traduction
Les études sociologiques en traductologie s'intéressent surtout au travail des traducteurs : les conditions professionnelles, culturelles, personnelles, économiques et politiques qui influencent les traductions qu'ils produisent. Les chercheurs en sociologie de la traduction font appel aux travaux de sociologues tels Pierre Bourdieu, Bernard Lahire, et Bruno Latour et de traductologues tels Itamar Even-Zohar, Gideon Toury et Jean-Marc Gouanvic. L'arrimage entre la sociologie de la traduction et la traductologie vise à comprendre « les relations qui existent entre les conditions de production externes et les stratégies de traduction adoptées à l'intérieur du texte ».

### Post-colonialisme et traduction
Les études postcoloniales en traductologie s'intéressent aux rapports de pouvoirs entre les langues et les états coloniaux et leurs colonies. Par exemple, ces études interrogent l'utilisation des langues coloniales comme l'anglais, le français et l'espagnol dans les régions du monde colonisées comme l'Amérique du Nord et du Sud, le Moyen-Orient et l'Afrique. Parmi les principaux chercheurs qui se sont prononcé sur ces questions, on compte Homi Bhabha, Gayatri Chakravorty Spivak et Mona Baker.

### Études de genre et traduction
En traductologie, les études de genre se penchent sur le genre et l’identité des traducteurs, la nature genrée des textes et des langues en présence et les stratégies utilisées. 
Historiquement, les approches féministes à la traductologie ont été les premières à utiliser le genre et l’identité comme angle d’analyse. Par exemple, des pionnières comme Luise von Flotow, Sherry Simon, Barbara Godard and Suzanne de Lotbinière-Harwood ont utilisé la traduction comme un outil politique; que ce soit par la traduction de textes féministes, par la retraduction de textes traduits par des hommes, ou encore par la traduction féministe de textes masochistes, elles ont contribué à jeter un nouveau regard sur la place du genre en traduction[réf. nécessaire].

Plus récemment, des chercheurs comme Harvey Keith, Brian James Baer, Klaus Kaindl, B.J. Epstein and Robert Gillet ont mobilisé les acquis des queer studies pour développer de nouveaux modèles d’analyse et appliquer la notion de queer à la traduction. 

### Éthique et traduction
L'éthique en traduction touche à toutes formes de traduction et de la profession traductive : les responsabilités morales d'un traducteur littéraire face à son public ou son auteur, les codes de déontologie des ordres professionnels, de l'idéologie politique ou religieuse en traduction, etc. Le traductologue Antoine Berman est particulièrement reconnu pour ses contributions sur la « traduction éthique », qu'il estime être un travail de traduction qui évite l'éthnocentrisme et fait preuve d'ouverture envers la culture traduite. Lawrence Venuti, pour sa part, souligne principalement les conditions économiques et culturelles des traducteurs : ses ouvrages soulignent le rôle du capitalisme et du droit d'auteur dans l'invisibilisation de traduction dans le monde anglophone.

### Critique des traductions
La critique des traductions est un sous-domaine de la traductologie qui s'intéresse à l'évaluation et à la valorisation de la traduction, que ce soit de manière prescriptive ou descriptive. Les approches prescriptives en critique de traduction sont souvent tirées de la pédagogie de traduction, c'est-à-dire qu'elles visent à évaluer le travail d'un traduction en formation. Les approches descriptives s'intéressent plutôt aux idées préconçues et aux jugements de valeur relatifs aux traductions générales ou littéraires. Depuis le développement de la traduction automatique et de l'intelligence artificielle générative, la « translation quality assessment » s'intéresse aussi à la qualité des traductions produites par ces technologies,.

### Interprétation
Les études d'interprétation sont un sous-domaine de la traductologie et un domaine d'études à part entière. L'interprétation en tant qu'activité a longtemps été considérée comme une forme spécialisée de traduction, avant que les études d'interprétation scientifiquement fondées ne s'émancipent progressivement des études de traduction dans la seconde moitié du 20e siècle après la Seconde guerre mondiale. Les études sur l'interprétation ont développé plusieurs approches et connu plusieurs changements de paradigme, ce qui a conduit à l'essor le plus récent des études sociologiques sur les interprètes et leurs conditions de travail.

### Théorie interprétative
La théorie interprétative, ou « École de Paris » compte aujourd'hui de nombreux promoteurs, en particulier dans le monde francophone. Elle a été développée au sein de l'ESIT à Paris, essentiellement grâce à Danica Seleskovitch et Marianne Lederer. Seleskovitch s'est inspirée de son expérience en tant qu'interprète de conférence pour mettre au point un modèle de traduction en trois temps : interprétation, déverbalisation, réexpression. La question de la « perception » est ici prépondérante : perception de l'outil linguistique (interne) puis de la réalité (externe). Le processus de traduction passe donc ici par une étape intermédiaire, celle de la déverbalisation. C'est un processus dynamique de compréhension puis de réexpression des idées. Jean Delisle a par la suite fait évoluer l'idée de la théorie interprétative en ayant recours à l'analyse du discours et à la linguistique textuelle.

## Champs d'application de la traductologie

### La traductologie et le droit
Le droit est écrit de manière très différente selon les époques et les pays. À travers l'histoire, les juristes ont toujours été confrontés aux difficultés liées à la diversité linguistique du monde. Les traducteurs juridiques ont dû, par exemple, transposer le droit romain, écrit en latin, dans de nombreuses autres langues afin de permettre sa diffusion et sa compréhension. Parfois, ils ont également dû traduire un droit coutumier formulé oralement dans une langue locale vers un droit écrit dans une autre langue.

#### En français
Ouvrages écrits par des traductologues
- Antoine Berman, Pour une critique des traductions, Paris, Gallimard, 1995
- Jean-Claude Chevalier et Marie-France Delport, Problèmes linguistiques de la traduction : L'horlogerie de Saint-Jérôme, Paris, L'Harmattan, 1995
- Yves Chevrel et Jean-Yves Masson, Histoire des traductions en langue française, Paris, Verdier, 2014 -2017
- Lieven d'Hulst, Cent ans de théorie française de la traduction. De Batteux à Littré (1748-1847), Lille, Presses universitaires de Lille, 1990
- Evelyn Dueck, L'étranger intime. Les traductions françaises de l’œuvre de Paul Celan (1971-2010), Berlin, DeGruyter, 2014
- Philippe Forget, Il faut bien traduire. Marches et démarches de la traduction, Paris, Masson, Collection ‘Langue et Civilisation germaniques’, 1994
- Mathieu Guidère, Introduction à la traductologie : penser la traduction : hier, aujourd'hui, demain, 3e éd., Bruxelles, De Boeck, 2016.
- Jean-René Ladmiral, Traduire : théorèmes pour la traduction, Paris, Gallimard, 1994.
- Jean-René Ladmiral, « La traductologie: de la linguistique à la philosophie », Thèse d'habilitation à diriger des recherches soutenue à l'Université de Paris X-Nanterre, le 21 janvier 1995, sous la direction de Michel Arrivé et sous la présidence de Paul Ricœur.
- Jean-René Ladmiral, Sourcier, cibliste, Paris, Les Belles Lettres, 2014.
- Marc de Launay, Qu'est-ce que traduire ?, Paris, Vrin, 2006, coll. "Chemins philosophiques".
- Antonio Lavieri, Esthétique et poétiques du traduire, Modène, Mucchi, 2005.
- Charles Le Blanc, Le complexe d'Hermès. Regards philosophiques sur la traduction, Ottawa, Presses de l'Université d'Ottawa, 2009, 155 p.
- Charles Le Blanc, Histoire naturelle de la traduction, Paris, Les Belles Lettres, 2019, 299 p.
- Jean-Yves Le Disez, On achève bien Auden. De l'interprétation à la traduction, Brest, Les Hauts-Fonds, 2008.
- Henri Meschonnic, Poétique du traduire, Paris, Verdier, 1999.
- François Ost, Traduire. Défense et illustration du multilinguisme, Paris, Fayard, 2009.

Ouvrages collectifs et numéros de revue
- Michel Ballard éd.,De Cicéron à Benjamin. Traducteurs, traductions, réflexions , Lille, Presses universitaires du Septentrion, 1992.
- Hugo Beuvant, Thérence Carvalho, Mathilde Lemée (dir.), Les traductions du discours juridique. Perspectives historiques, Rennes, Presses Universitaires de Rennes, 2018.
- Florence Lautel-Ribstein, éd, Traduction et Philosophie du Langage, n°2, Revue SEPTET Des mots aux actes, juillet 2009.
- Florence Lautel-Ribstein et Jean-Yves Masson, éds., Jean-René Ladmiral : une œuvre en mouvement, Revue SEPTET Des mots aux actes n°3, septembre 2012.
- Florence Lautel-Ribstein et Antonio Lavieri, éds., L’âge épistémologique de la traduction, Revue SEPTET Des mots aux actes, n° 4, août 2013.
- Florence Lautel-Ribstein et Camille Fort, éds., La rhétorique à l’épreuve de la traduction, Revue SEPTET, Des mots aux actes, no 5, décembre 2013.
- Antonio Lavieri éd., La traduction entre philosophie et littérature. Paris-Torino, L'Harmattan, 2004.

Articles sur des problématiques générales
- Pierre Cadiot et Florence Lautel-Ribstein, « Entretien avec Pierre Cadiot et Florence Lautel-Ribstein : Théorie des formes sémantiques : un tournant épistémologique en traduction » In Traductibilité des noms propres, éd. Georgiana Lungu-Badea, Revue Translationes no 3, université Ouest de Timisoara, 2011, p. 261-70.
- Brian Harris, La traductologie, la traduction naturelle, la traduction automatique et la sémantique in « Problèmes de sémantique » (Cahier de linguistique 3), dirigé par J. McA'Nulty et al., Montréal, Presses de l'Université du Québec, 1973, p. 133–146.
- L. d'Hulst, Sur le rôle des métaphores en traductologie contemporaine, Target, vol. 4, no 1, 1992, p. 33–51(19) https://dx.doi.org/10.1075/target.4.1.04dhu (résumé avec ingentaconnect.com).
- Florence Lautel-Ribstein, « Plaidoyer pour une réflexion sur la dimension ontologique du traduire poétique », In Journal of Translation Studies, 11. 1, décembre 2008, p. 1-50.
- Jean-Charles Vegliante, « Rileggendo Primo Levi, la scrittura come traduzione », in : Ticontre, Teoria Testo Traduzione, VI, 2016 (Primo Levi scrittore), p. 161-70.

#### En anglais
Ouvrages écrits par des traductologues
- Mona Baker, In other words : coursebook on translation, 3e éd., Abingdon, Routledge, 2018.
- Yves Gambier et Luc van Doorslaer (dirs.), Handbook of translation studies, 5 tomes, Amsterdam, John Benjamins, 2010-2021.
- Jeremy Munday, Introducing translation studies : Theories and applications, 5e éd., Londres et New York, Routledge, 2016.
- Lawrence Venuti, The Translator's Invisibility: A History of Translation, Routledge, 1995.
- Lawrence Venuti, The Scandals of Translation: Towards an Ethics of Difference, Routledge, 1998.
- Lawrence Venuti, The Translation Studies Reader, Routledge, 2000, 2004.
- Lawrence Venuti, Translation Changes Everything: Theory and Practice, Routledge, 2013.

Ouvrages collectifs et numéros de revue
- Mona Baker (dir.), Routledge Encyclopedia of Translation Studies, New York et Londres, Routledge, 2001.
- Larisa Cercel (dir.), « Übersetzung und Hermeneutik / Traduction et herméneutique » (Zeta Series in Translation Studies 1), Bucarest, Zeta Books 2009,  (ISBN 978-973-1997-06-3) (paperback), 978-973-1997-07-0 (ebook).
- Lawrence Venuti (dir.), Rethinking Translation: Discourse, Subjectivity, Ideology, Routledge, 1992.

Articles
- Brian Harris, « What I really meant by Translatology », in La traduction et son public, numéro spécial de la revue « TTR » dirigé par Judith Woodsworth et Sherry Simon, Université du Québec à Trois Rivières, 1988, p. 91–96. [lire en ligne]
- Florence Lautel-Ribstein, « For a clear definition of Translation Studies, or why the earth is not flat », In The European English Messenger, vol. 22.2, Winter 2013, p. 50-54.

#### En italien
- Antonio Lavieri, Translatio in fabula : La letteratura come pratica teorica del tradurre, Rome, Editori Riuniti, 2007.
- Jean-Charles Vegliante, « Traduzione e studi letterari : Una proposta quasi teorica », in Traduzione e poesia nell'Europa del Novecento, s. la dir. d'A. Dolfi, Rome, Bulzoni, 2004, p. 33-52.

#### En espagnol
- (es) Eliane Hareau et Lil Sclavo, El traductor, artífice reflexivo, Montévidéo, 2018, 279 p. (ISBN 978-9974-93-195-4, lire en ligne)

#### Essais de traductologie produits par des traducteurs
Parmi les ouvrages importants on compte les travaux du français Antoine Berman (1942-1991). Lui-même traducteur de l'allemand et de l'espagnol, il a travaillé à doter la traductologie d'une véritable réflexion critique. Antoine Berman entend se situer dans la tradition de Friedrich Schleiermacher, dont il a traduit une conférence (Des différentes méthodes du traduire, Seuil, Points, 1999) et de Walter Benjamin, auteur d'un remarquable article sur la traduction : La tâche du traducteur (in Œuvres I, Gallimard, Folio Essais, trad. par Maurice de Gandillac), et alors Berman a écrit L'âge de la traduction. "La tâche du traducteur" de Walter Benjamin, un commentaire. Outre les différents articles, quelques ouvrages majeurs :
- Frédéric Allinne, Les faux amis de l'anglais, Belin, coll. Le français retrouvé, 1999 ;
- Antoine Berman, La traduction et la lettre ou l'auberge du lointain, Seuil, L'ordre philosophique, 1999 ;
- Antoine Berman, L'épreuve de l'étranger. Culture et traduction dans l'Allemagne romantique, Gallimard, Coll. "Essais", 1984 (rééd. coll. "Tel") ;
- Antoine Berman, Pour une critique des traductions : John Donne, Gallimard, Bibliothèque des idées, 1995 ;
- Philippe Forget, Il faut bien traduire, marche et démarches de la traduction, Masson, 1994.
- Jean-Charles Vegliante, D'écrire la traduction, Paris, PSN, 1997  (ISBN 2878541235)
- Yves Bonnefoy, La communauté des traducteurs, Presses Universitaires de Strasbourg, 2000 ;
- Yves Bonnefoy, "La traduction de la poésie", in Entretiens sur la poésie, Mercure de France, 1992 ;
- Eric Dayre, L'absolu comparé, littérature et traduction, Hermann, 2009 ;
- Umberto Eco, Dire presque la même chose (Dire quasi la stessa cosa, esperienze di traduzione), Grasset, 2007 (édition italienne, 2003) ;
- Henri Meschonnic, Poétique du traduire, Verdier, 1999.
- Sophie Pointurier, Théories et pratiques de l'interprétation de service public, Paris, Presse Sorbonne Nouvelle, 2016, 140 p. (ISBN 9782878546996)

#### Manuels de traduction/traductologie
- Thomas Lenzen, Traductologie en LEA, CRINI (Centre de recherche sur les Identités nationales et l'interculturalité), Université de Nantes, 252 p.  (ISBN 2-9521752-3-3).
- Mathieu Guidère, Introduction à la traductologie : penser la traduction, hier, aujourd'hui, demain, De Boeck, coll. « Traducto », 2010 (1re éd. 2008) (ISBN 978-2-8073-0008-8).